# 碳氫化合物標識
碳氫化合物標識(HCI) （英語：Hydrocarbon indicator） 或直接碳氫化合物標識 (DHI) 是指，由於油氣藏中含有碳氫化合物，而引起的一種異常的地震屬性或格局。 DHI 在油氣勘探中特別有用，可降低勘探井的地質風險。地球物理學家認識到幾種類型的 DHI如下：
地震亮點：在地震剖面上顯示局部地震波幅度大於背景幅度值。由於在1970 年代之前的地震資料處理程序中，有自動增益的程式，所以地震亮點在地震剖面上被遮蓋了 。
地震平點：穿越地層反射面的一種幾乎水平的反射面，代表油氣藏中的油氣地下水的界面。 
地震暗點 ：地震波低幅度異常。
極性反轉：由於蓋層地震速度略低於油氣儲層，所以其界面反射，與蓋層和水層界面反射信號反轉 .
一些地球科學家將振幅随偏移距的变化
視為一種直接的碳氫化合物標識。例如，反射的振幅可能會隨著入射角的增加而增加，這可能是天然氣的一個指標。 